# Šachoffnice
Šachoffnice je šesté studiové album české hudební skupiny Traktor. Album bylo vydáno 14. prosince 2018. 

## Podrobnosti
Producent Wendel Dreiseitl popsal, že zvuk je propracovaný, zejména co se týče bicích. Album je údajně tvrdší než předchůdce, ovšem spíše v dílčím smyslu.
Bubeník Pavel Balko přiznává, že deska neoplývá příliš pozitivní náladou, čehož je docíleno četnějším používáním mollových tónů. Zpěvák Martin Kapek nicméně dodává, že „pokud jsou vážné věci podané s úsměvem, jsou vlastně veselé".
Kapela uvažovala o zařazení coververze „Anarchy In The U.K." od Sex Pistols, k čemuž nakonec nedošlo. 

## Přijetí
Album sklidilo pozitivní ohlasy u odborné kritiky, která oceňovala nápaditost písní, humor, řemeslnou stránku a zvuk.

## Videoklipy
K písním „Mr. Zeppelin“, „Horizont“, „Skála“ a „Transfúze“ byly natočeny videoklipy.

## Seznam skladeb
Autorem textů je Martin Kapek a autorem hudby Traktor.
| Pořadí         | Název               | Délka |
| -------------- | ------------------- | ----- |
| 1.             | Šachoffnice         | 4:50  |
| 2.             | Šaškoffnice         | 3:47  |
| 3.             | Milovanej prokletej | 5:17  |
| 4.             | Mr. Zeppelin        | 4:57  |
| 5.             | Skála               | 4:39  |
| 6.             | Depresárium         | 4:15  |
| 7.             | AD/HD of the world  | 3:59  |
| 8.             | Transfúze           | 4:59  |
| 9.             | Božská komedie      | 5:07  |
| 10.            | Horizont            | 6:21  |
| Celková délka: | Celková délka:      | 48:14 |

## Obsazení
Kapela
- Martin Kapek – zpěv
- Standa Balko – kytara
- Petr Bartošek – klávesy
- Karel Ferda – basová kytara
- Pavel Balko – bicí

Hosté
- Kateřina Kapková – zpěv

Produkce
- Pavel Balko, Stanislav Balko, Wendel Dreiseitl - mix a mastering
- ZL Production, Jaroslav Gvozdek - obal